# 我那覇美奈
我那覇 美奈（がなは みな、1981年3月12日 - ）は、日本のポップ歌手、シンガーソングライター。本名同じ。鹿児島県奄美市（旧名瀬市）出身。血液型AB型。

## 概要・人物
沖縄県豊見城市にルーツを持つ姓であるが、自身は鹿児島県の奄美大島生まれ。デビュー後に演奏を始めたフォーク・ギターの弾き語りを得意とする。
好物は柿の種。納豆や卵かけご飯は苦手。映画鑑賞が趣味の一つであるが、ホラー映画は怖くて一人では見られない。
漫画家の小山ゆうのファンであり、親交がある。2003年に『あずみ』が映画化される際には、是非自分の曲を使って欲しいと依頼したことから、「ねがい」が主題歌に起用された。
実弟は元樟南高等学校の高校球児であり、2001年夏の甲子園の日大三高戦で千葉英貴から3点本塁打を放った。翌2002年にも春、夏の甲子園出場を果たしている。我那覇美奈は、この年に『熱闘甲子園』のテーマソング「終わらない夏」を担当した。実弟は現在、樟南高等学校の野球部部長に就任している。
母はあまみエフエムで毎週木曜日に『おるみさんのゆむゆむランド』（前身は『おるみさんのおばチャンネル』、『おるみさんワールド』）のラジオパーソナリティを務めており、母娘で同じラジオ局の別番組のパーソナリティを勤めるという珍しい状況にある。
2013年7月12日、西麻布のライブハウスで行われたライブで、奄美出身の城南海、牧岡奈美とともに臨時ユニット「みなみなみなみ」を結成、その後も奄美関連のライブやラジオ番組で3人でシマ唄などを歌っている。
現在は「よりみちバール」と題するランチタイムまたは夜の企画ライブを不定期に開催しているほか、毎年8月ごろの夜に夢の島熱帯植物館で音楽と奄美の八月踊りを楽しむ野外ライブを開催している。2016年からは関節リウマチに関する各地の市民講座にも参加し、リウマチ体操や応援ソング「With A Wish」の披露などを行っている。

## 略歴
- 1981年、鹿児島県奄美大島生まれ。
- 1990年（当時9歳）にTEENS' MUSIC FESTIVALに出場したことを機に音楽活動を始め、1996年に上京。
- 1998年、16歳の時、シングル「桜のころ」でデビュー。この頃TOSOSIN（現・セディナ）のCMに出演、「私、NHKしか見ないんです」のセリフで注目を集める。
- 2001年、「ひとつだけ」がドラマ『レッド』の主題歌に使用され、スマッシュヒット。
- 2003年、自作の「ねがい」が映画『あずみ』の主題歌となる。
- 2004年、浜田省吾・水谷公生・春嵐の3人によって結成されたユニット「Fairlife」のレコーディングに参加。これまでに発表された3枚のアルバムすべてに参加。
- 2008年、東京・大阪・奄美でデビュー10周年記念ライブを開催。
- 2009年、『井上陽水 40th Special Thanks Tour』にコーラスとして参加。
- 2010年、新ユニット“ミナ・ガーナ”のメンバーとしてアルバム『空色コンガ』（ジェマティカ・レコーズ）をリリース。
- 2011年、我那覇美奈としてライブ活動を再開。不定期ライブ「よりみちバール」（主にゲストと共に2マンライブ）を主催。8月、東京都夢の島熱帯植物館で初の野外ライブを実施。以降毎年オリジナル曲の歌唱の他、奄美群島出身の歌手とのコラボ、シマ唄、八月踊り、奄美黒糖焼酎試飲など奄美を体感するライブを実施。
- 2012年2月29日、3年ぶりの新曲「茜」（ショートフィルム『炎夏―夜藝の湖畔―』主題歌）を配信リリース。10月3日、東京で奄美群島を紹介するトーク&ライブイベント「Dearどぅしでぃあ」第1回にスティーヴ エトウ、深田小次郎（しーまブログ編集長）、寸止海峡（ハザマリツシ、西平風雅）らと出演。以後、毎回出演。
- 2013年7月31日、デビュー15周年記念のベスト・アルバム『初心忘ルベカラズ』を発売、10月18日東京・六本木BeeHiveと11月22日大阪・天満RAWTRACKSでデビュー15周年記念ライブを開催。
- 2015年8月20日、中孝介、城南海とともに「チーム奄美大島」としてテレビ東京系『THEカラオケ★バトル』「芸能界チーム対抗メドレーバトル」に出場し、優勝。11月23日、那覇市で「Dearどぅしでぃあ」に参加、沖縄県民に向け奄美について語る。
- 2016年、奄美ASiVi・東京・大阪でシングル「With A Wish」発売記念ライブツアーを開催。11月6日、ニッポン放送『我那覇美奈のほっこりトーク』を担当（2017年4月からABCラジオでも配信）。
- 2017年、小林俊太郎作曲の曲に合わせて関節をゆっくりほぐすための「リウマチ体操」動画に出演、歌唱[3]。3月23日、東京の青山月見ル君想フのPALU「接続したくない人たちvol.5」に平田輝と「ヒラガナ」として出演。
- 2018年、デビュー20周年企画として「よりみちバール」を定期開催。

## ディスコグラフィ
フォーライフミュージックエンタテイメント、公式通販サイト「我那覇商店」から発売。

### シングル
|      | 発売日                        | タイトル                    | 規格品番            | 収録曲 | 備考                                                                                                   |
| ---- | ----------------------------- | --------------------------- | ------------------- | --- | --- |
| 1st  | 1998年2月21日                 | 桜のころ                    | FLDF-1652           | 1. 桜のころ 2. 春と1/2 3. 桜のころ (オリジナル・カラオケ) | テレビ東京系『対決! マイベスト10』エンディングテーマ                                                   |
| 2nd  | 1998年8月1日                  | 微熱                        | FLDF-1666           | 1. 微熱 2. アノ雲ヲ追イカケヨウ 3. 微熱 (オリジナルカラオケ)                                                                                                 | 朝日放送・テレビ朝日系『たけしの万物創世記』エンディングテーマ                                         |
| 3rd  | 1998年10月31日 1998年12月12日 | TEARS 〜時間（とき）の中で… | FLDF-1677 FLJF-9524 | 1. TEARS 〜時間 (とき) の中で… 2. サイレントナイト 3. TEARS 〜時間 (とき) の中で… (オリジナルカラオケ) 4. TEARS 〜時間 (とき) の中で… (O-RGANIC HEALING MIX) | 『TOSOSIN』CMソング ※リミックス限定盤12月12日 オリコン最高69位                                         |
| 4th  | 1999年6月23日 1999年7月1日    | All I wish                  | FLCF-3752 FLJF-9526 | 1. All I wish 2. あたらしいくつ 3. All I wish (Instrumental)                                                                                                 | ※リミックス限定盤7月1日 オリコン最高75位                                                               |
| 5th  | 1999年11月3日                 | 太陽                        | FLCF-3770           | 1. 太陽 2. ホーリー・ゴッド・マリア 3. 太陽(Instrumental) | 日本テレビ系『ロンブー龍』エンディングテーマ オリコン最高94位                                          |
| 6th  | 2000年2月23日                 | トラヴェリング・サンズ      | FLCF-3776           | 1. トラヴェリング・サンズ 2. 隣人(トナリビト) 3. トラヴェリング・サンズ(Instrumental )                                                                       | テレビ朝日系ドラマ『おばあちゃま、壊れちゃったの?』挿入歌                                              |
| 7th  | 2000年7月5日                  | ふたつのあした              | FLCF-3793           | 1. ふたつのあした 2. 点滅 3. ふたつのあした(Instrumental )                                                                                                   | オリコン最高82位                                                                                       |
| 8th  | 2001年2月21日                 | 二十歳のうわごと            | FLCF-3831           | 1. 二十歳のうわごと 2. 寄り道 3. 二十歳のうわごと(Instrumental)                                                                                              | |
| 9th  | 2001年10月24日                | ひとつだけ                  | FLCF-7003           | 1. ひとつだけ 2. 真夜中の砂嵐 3. ひとつだけ(Instrumental) | 東海テレビ・フジテレビ系ドラマ『レッド』主題歌                                                         |
| 10th | 2002年2月20日                 | フルワセテ!                 | FLCF-7011           | 1. フルワセテ! 2. 愛のうた 3. フルワセテ!(Instrumental) | 平安閣「Marriyell」2002年テーマ・ソング                                                                |
| 11th | 2002年7月31日                 | 終わらない夏/8月の風        | FLCF-7028           | 1. 終わらない夏 2. 8月の風 3. 終わらない夏(Instrumental) | 終わらない夏：朝日放送・テレビ朝日系『熱闘甲子園』オープニングテーマ 8月の風：同番組エンディングテーマ |
| 12th | 2003年4月23日                 | ねがい                      | FLCF-7061           | 1. ねがい 2. ねがい -pure voices- 3. 花の咲く街 -acoustic session-                                                                                           | 全国東宝系公開映画『あずみ』主題歌                                                                     |
| 13th | 2004年5月26日                 | 月の雫                      | FLCF-4009           | 1. 月の雫 2. ほしつぼみ 3. 青空 | |
| 14th | 2004年9月23日                 | 砂の祈り                    | FLCF-4024           | 1. 砂の祈り 2. 青の彼方へ 3. 月の雫 with strings | |
| 15th | 2006年3月15日                 | 風になりたい                | FLCF-4129           | 1. 風になりたい 2. 左手で書いたラブレター 3. 海へ来なさい | |
| 16th | 2009年5月17日                 | 優しい涙                    | FLGM-1001           | 1. 優しい涙 2. Independence Day 3. ブルー・バタフライ<'09 Mix>                                                                                               | ライブ会場限定シングル                                                                                 |
| 17th | 2016年4月20日                 | With A Wish                 | FLCF-7194           | 1. With A Wish 2. 希望のつぼみ 3. With A Wish (English version)                                                                                              | 中外製薬関節リウマチ支援キャンペーンソング                                                             |
| 18th | 2022年7月30日                 | 朝が来るまで                |                     | 1. 朝が来るまで 2. 24時25時 3. 君の眠る場所 | ライブ会場および我那覇商店にて販売                                                                     |

### 配信限定楽曲
1. 永遠の楽園（2006年12月25日）
KBS京都他全国民放20局ネット『もう一つの楽園 タヒチ・海と空の物語』テーマソング
2. ブルー・バタフライ（2008年9月10日）
2008北京パラリンピック水泳日本代表選手応援歌
3. 茜（2012年2月29日）
ショートフィルム「炎夏 － 夜藝の湖畔 － 」主題歌

### アルバム
|        | 発売日        | タイトル            | 規格品番  | 収録曲 | 備考             |
| ------ | ------------- | ------------------- | --------- | --- | ---------------- |
| 1st    | 1999年3月10日 | きみにとどくまで... | FLCF-3743 | 1. バランス 2. 君に届くまで... 3. TEARS 〜時間 (とき) の中で… 4. 泳ぐ雪 5. 桜のころ 6. 逃げ水 7. ルビー色した月の訳 8. ノスタルジア 9. 微熱 10. 花の咲く街 | オリコン最高20位 |
| 2nd    | 2000年2月23日 | TRAVELING SUNS      | FLCF-3776 | 1. Primrose-Yellow 2. All I wish 3. L.N.O. 4. 「サヨナラ」の日 5. トラヴェリング・サンズ(Original Mix) 6. 地球の砂場 7. スタイル2 8. 羽があるから 9. さよならのあとに咲く花 10. あたらしいくつ 11. 太陽                                                                                                   | オリコン最高25位 |
| 3rd    | 2001年3月7日  | 20                  | FLCF-3837 | 1. 二十歳のうわごと 2. 日曜に 3. 夢はどこだろう 4. 白く優しく 5. ラヴレター 6. 波の音 7. 言わないで 8. 思ひ出 9. 寄り道 10. ふたつのあした | オリコン最高73位 |
| 4th    | 2002年4月3日  | momentum            | FLCF-3905 | 1. 恋のダーツ 2. 163honey 3. ?(クエスチョン) 4. Alice 5. ひとつだけ 6. フルワセテ! 7. 予感 8. スーパースター |                  |
| 5th    | 2006年4月26日 | 風、光る            | FLCF-4131 | 1. Cinnamon Chai 2. 月の雫 3. 風になりたい 4. グミの木 5. ココア 6. 深呼吸 7. マーマレード色した空 8. 砂の祈り 9. 檸檬 10. 風を見たかい 11. Sunshine 12. 渚にて 13. 長靴をぬいだ猫 14. ヒーロー 15. ヒトリゴト 16. 青空 17. 月の雫 Reprise                                                                |                  |
| ベスト | 2013年7月31日 | 初心忘ルベカラズ    | FLCF-5060 | 1. 桜のころ 2. TEARS 〜時間 (とき) の中で… 3. サイレントナイト 4. 点滅 (1998 オリジナルVer.) 5. All I wish 6. 太陽 7. ふたつのあした 8. 二十歳のうわごと 9. ひとつだけ 10. 終わらない夏 (2013 New Edit) 11. ねがい 12. ノスタルジア (Independent Breath Ver.) 13. 月の雫 14. 砂の祈り 15. 優しい涙 16. 茜 |                  |

### 限定テープ
1. 春のららら（2000年2月25日イベント）
TBSラジオ「UP'S Friday」の企画から生まれたユニットによるテープ。
アーティスト名はmymySWEETのすたるじあ。Sweetshopとの限定ユニット。限定100本作られ、歌詞カードは本人直筆のコピーとなっている。

### 参加作品
| 発売日         | タイトル                                 | 規格品番   | 収録曲                                                       | 備考                         |
| -------------- | ---------------------------------------- | ---------- | ------------------------------------------------------------ | ---------------------------- |
| 2000年11月22日 | 『カリスマティック・ノエル』             | FLCF-3817  | 8.サイレントナイト                                           | FOR LIFE MUSIC ENTERTAINMENT |
| 2003年04月09日 | 『LOVE The Best Selection』              | FLCF-3948  | 13.TEARS 〜時間(とき)の中で...                               | FOR LIFE MUSIC ENTERTAINMENT |
| 2003年05月07日 | 『あずみ』オリジナル・サウンドトラック   | FLCF-3949  | 11.ねがい                                                    | FOR LIFE MUSIC ENTERTAINMENT |
| 2006年12月20日 | 『トリビュート・トゥ・シェリル・クロウ』 | GYCL-10019 | 1.EVERYDAY IS A WINDING ROAD                                 | フォーサイド                 |
| 2007年03月07日 | Fairlife『永遠のともだち feat.小野修』   | SEBL-69    | 4.詩人 feat. 我那覇美奈                                      | SME Records                  |
| 2007年03月07日 | Fairlife『パンと羊とラブレター』         | SECL-491   | 5.二番目に好きな人 feat. 我那覇美奈 11.詩人 feat. 我那覇美奈 | SME Records                  |
| 2008年03月19日 | 『働楽〜ドウラク〜』                     | FLCF-4226  | 7.終わらない夏                                               | FOR LIFE MUSIC ENTERTAINMENT |
| 2015年10月28日 | 『あからんくん』                         | FLCF-4489  | 5.おにいちゃん 7.きっすのあじ 17.ちきゅうぎ 25.のんき        | FOR LIFE MUSIC ENTERTAINMENT |
| 2017年11月5日  | 河村博司『よろこびの歌』                 | UCU001     | コーラス                                                     | ウチウレコード               |

## ミュージック・ビデオ
| 監督       | 曲名                                                                                |
| 佐伯進     | 「月の雫」                                                                          |
| 末田健     | 「君に届くまで...」「ふたつのあした」「トラヴェリング・サンズ」「二十歳のうわごと」 |
| 常盤司郎   | 「風になりたい」                                                                    |
| 藤本みのる | 「砂の祈り」                                                                        |
| 増山淳也   | 「ひとつだけ」                                                                      |
| 水島力也   | 「ねがい」                                                                          |
| 渡辺一志   | 「終わらない夏」                                                                    |
| 不明       | 「All I wish」「TEARS〜時間の中で...」「桜のころ」「太陽」「微熱」                  |

## 主な出演ライブ
自主ライブ以外の大型ライブの出演には下記などがある。
- 2000年5月13日 - FM802 & SPACE SHOWER TV presents SWEET LOVE SHOWER 2000 SPRING
- 2000年7月30日 - FM802 MEET THE WORLD BEAT 2000
- 2001年10月21日 - MINAMI WHEEL 2001
- 2002年1月27日 - 夜ネヤ島ンチュリスペクチュ!!! 2002 in TOKYO（渋谷クラブクアトロ。奄美群島復帰50周年記念）
- 2003年9月13日-14日 - 夜ネヤ島ンチュリスペクチュ!!! 2003 in AMAMI（奄美パーク）
- 2009年7月18日-19日 - 夜ネヤ島ンチュリスペクチュ!!!（奄美パーク、皆既日食記念野外ライブ）
- 2010年5月16日 - 夜ネヤ島ンチュリスペクチュ!!! in TOKYO（新宿全労済ホール）
- 2016年7月17日 - 篠島フェス 2016
- 2017年11月26日 - ティダネシアミュージックフェス in Tokyo（平田輝と「ヒラガナ」として）

## ラジオ
- 『オールナイトニッポン』（1999年）
- 『我那覇美奈のよりみち日記』 - あまみエフエム・毎週火曜日16:00-16:30
  - 同日22時（場合により25時も）に再放送があり、サイマル・ラジオListenRadio等のアプリによって世界各地でも聴くことができる。

- 『我那覇美奈のほっこりトーク』（2016年 - 2019年）- ニッポン放送・毎週日曜日17:30-17:40 ほか
  - Radikoプレミアム（有料）で日本各地でも聴くことができた。

## インターネットラジオ
- 東京・よりみち日記（2006年10月19日（木）スタート：毎週木曜日更新）
  - 2006年に始まったインターネットラジオ番組『よりみち日記』は、あまみエフエムの『我那覇美奈のよりみち日記』と形を変えて受け継がれた。

## CM
- TOSOSIN（1998年）